# Marguerite Brouzet
Marguerite Brouzet, appelée encore Marguerite de Bonnemains, du nom de son mari, était la maîtresse de Georges Boulanger. Elle est née le 19 décembre 1855 à Paris, et est morte le 16 juillet 1891 à Ixelles, en Belgique. Quelques mois plus tard, Georges Boulanger se suicide sur sa tombe.

## Biographie

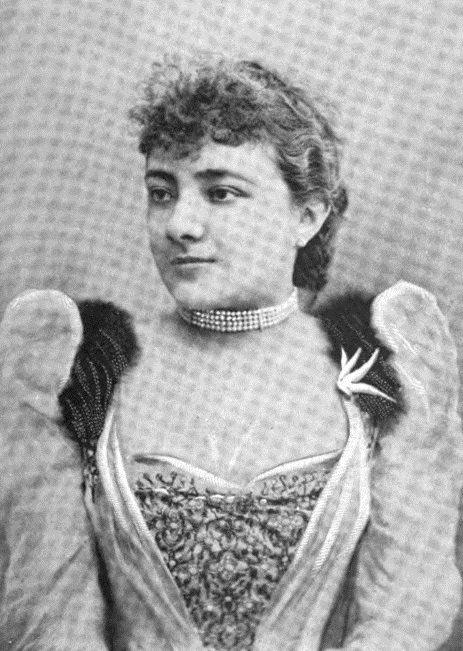

Marguerite de Bonnemains est née Caroline Laurence Marguerite Brouzet en décembre 1855 à Paris . Riche fille de la bourgeoisie, orpheline ayant hérité d'une grosse fortune, elle épouse en 1874, à l'âge de 19 ans, Pierre de Bonnemains,. C'est un des officiers commandant la cavalerie française dans les célèbres charges de Reichshoffen, fils du général vicomte de Bonnemains et petit-fils de Pierre Bonnemains. Le mariage échoue, ils se séparent en 1881,  et divorcent en 1888. 
Elle devient l'amante du général Georges Boulanger, rencontré en 1887 dans un salon littéraire. C'est le coup de foudre, même si le général ne divorcera jamais de son épouse. Elle a des convictions politiques monarchistes. Le général Boulanger, membre fort populaire du gouvernement, est expédié à Clermont-Ferrand, à la suite de la chute de ce gouvernement pour diriger le 13e corps d’armée. Sans doute est-ce une façon de l'éloigner de Paris. Sa maîtresse l’y retrouve régulièrement, surveillée à distance par les hommes de la Sûreté. Les amoureux vivent leur idylle à l’Hôtel des Marronniers de Royat, tenu par Marie Quinton, une confidente qui tient son journal (et le publiera en 1900). Cette Marie Quinton pressent l’issue de cette relation passionnée : « Cet homme ne vit plus que pour elle. Elle fera de lui ce qu’elle voudra. Si elle l’aime pour lui plus que pour elle-même, elle le rendra grand. Sinon, il est perdu ». Placé aux arrêts, Boulanger brave l’interdit pour retrouver Marguerite à Paris. Mis à la retraite d’office, il peut alors se présenter aux élections partielles de 1888, et est élu, résultat qui déclenche des scènes de liesse dans la capitale. Marguerite de Bonnemains est probablement en partie responsable de sa décision d'attendre des élections favorables au lieu de tenter un coup d'État.
Mais elle meurt à l'âge de 35 ans de la tuberculose dans les bras de ce général le 16 juillet 1891. À sa demande, « A bientôt » est gravé sur sa tombe, à Ixelles, peu de temps après. Deux mois plus tard, le 30 septembre 1891, Georges Boulanger se donne la mort sur la tombe même, au cimetière d'Ixelles. « Ai-je bien pu vivre deux mois et demi sans toi ! » est ajouté à l'épitaphe.